# Ctenichneumon luteipes
Ctenichneumon luteipes là một loài tò vò trong họ Ichneumonidae.